# Tiran 62/Tiran 6
El Tiran-6/Tiran Ti-67S es un carro de combate soviético/israelí, derivado de la estructura base del T-62, este fue a su vez diseñado a finales de los años cincuenta y entró a ser producido en serie en la década del sesenta. Es el carro de combate más modificado y actual del que dispuso la Tzahal durante el conflicto de año 1973. Aunque su estructura general tuvo un diseño muy conservador, pocas innovaciones le dieron a este blindado mejoras sobre los defectos del modelo con equipamiento ruso, se trató en primera instancia de sustituirle sistemas estándar soviéticos por otros de manufactura occidental dejándole su armamento principal; un cañón de ánima lisa. Este cañón de 115 mm fue en su momento el de mayor calibre dentro del ejército israelí, y sería el primer carro de combate en utilizar eficazmente la moderna munición APFSDS y disparar misiles desde el mismo.

## Historia
Fue construido desde 1961 hasta 1975, y solo logró reemplazar parcialmente a su predecesor, el T-55, con el que comparte enormes similitudes que dificultan diferenciarlos incluso cuando están juntos. Aunque no fue tan exitoso como la serie T-54/T-55, sirvió como principal medio acorazado desde principios de los sesenta en casi 30 países, en su mayoría árabes, asiáticos, africanos e integrantes del Pacto de Varsovia. A comienzos de los setenta fue reemplazado por los tanques T-64 y T-72.
En Israel, y tras las guerras como la del año 1967 y la del año 1973, el ejército israelí capturó más de un millar de T-54 y T-55 de los ejércitos de Siria y Egipto, los cuales fueron un gran botín de guerra. Los tanques T-54 y T-55 recibieron el nombre de Tiran-5, mientras que los tanques T-62 capturados y modificados recibieron el nombre de Tiran-6/Tiran Ti-67S. Las motorizaciones de estas dos versiones fueron sustituidas por un motor diésel de la General Motors, en los inicios de sus mejoras solo cinco tanques Tiran' retuvieron el cañón D10 soviético y éste sería reemplazado por el cañón estándar OTAN de 105 mm, el L68 norteamericano. Los carros de la serie Tiran basados en el T-62 serían después designados en occidente como Ti-67S. 
Debido a su relativamente peso ligero y su idoneidad para las tareas que les fueron asignadas, estos blindados fueron considerados muy capaces y participaron en la Operación Raviv en la guerra de desgaste, en la que se atacaron varios objetivos en el Golfo de Suez.
Tras la terminación del proyecto de carros de combate pesado Merkava en las plantas de IMI, las FDI vendieron la gran mayoría de estos a países extranjeros. Solo cinco estuvieron en sus funciones hasta 1990, especialmente como una reserva secundaria y el resto en la división Nº 889 de las Tzahal, pero los modelos que utilizan como base el chasis del T-55 se han reactivado y han sido modificados en el servicio para la construcción del transporte de personal blindado Achzarit.
En Rusia, la mayoría de los T-62 se encuentran actualmente almacenados en viejos depósitos del Ejército, habiendo unos pocos cientos que pertenecen a las fuerzas blindadas de reserva.

## Historial de combate

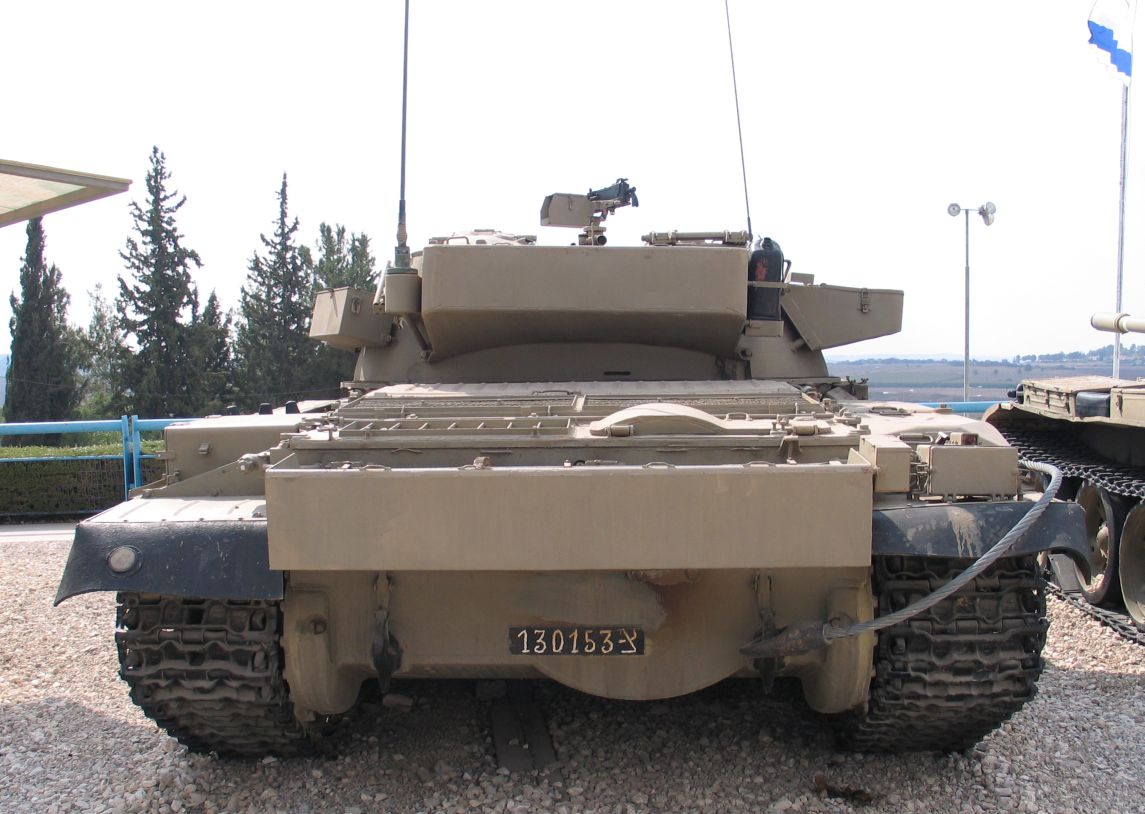
Toma del reverso de un Ti-67S.

### Guerra de Yom Kipur
Durante la guerra de Yom Kipur de 1973, el T-62 con su cañón 115 mm aparecía como el adversario más temido para las fuerzas blindadas israelíes, cuyo mejor material estaba compuesto por M60A1 y Centurion Mk 5, los dos armados con cañones de 105 mm. Los israelíes también contaban con los viejos M48A2 equipados con cañones de 90 mm que habían sobrevivido a la Guerra de los Seis Días y con los T-54 y T-55 que habían sido capturados a los sirios y egipcios en ese mismo conflicto de 1967.
En esta nueva guerra, los T-62 árabes poseían superioridad numérica y estratégica, además de mejores capacidades de combate nocturno gracias a sus dispositivos de visión para dicho rol. Mientras tanto, el parque blindado del Ejército de Israel estaba mejor protegido con corazas más gruesas y sus tripulaciones eran mucho más profesionales y poseían un entrenamiento bastante riguroso en comparación con los que Egipto y Siria le imponían a sus tanquistas.
En el comienzo de la invasión, los tanques del Tzahal estaban teniendo muchas bajas, debido principalmente al cañón de 115 mm que podía perforar cualquiera de los blindajes que protegían a los carros enemigos a distancias medias. Un claro ejemplo de esto fueron los combates que se desarrollaron en los Altos del Golán, donde a corta distancia los T-62 consiguieron destruir un enorme porcentaje de blindados israelíes en las primeras horas de la guerra. A costa de terribles pérdidas, la firme resistencia de los defensores logró frenar el avance sirio en esta zona, permitió la llegada de refuerzos a tiempo, y con la batalla estancada los tanques árabes se convirtieron en presa fácil para la artillería e infantería. Muchas tripulaciones se rindieron o desertaron, razón por la cual Israel capturó muchos T-62 abandonados y pasó a la ofensiva en este frente.
Por su parte, los egipcios lograron pequeños triunfos luego de haber cruzado el Canal de Suez, contra los muy inferiores acorazados israelíes (M-50 Sherman Firefly y M-51 Super Sherman, que para colmo se encontraban diezmados en número). Luego de dos días, los invasores islámicos de dedicaron a reagruparse y establecer sus posiciones en el campo, dándole un valioso tiempo al enemigo para recuperarse. El Tzahal envió entonces a sus M60 y Centurion, los cuales tomaron posiciones defensivas bien cubiertas, semienterrados en la arena, aprovechando al máximo la movilidad de sus torretas y el alcance y precisión de sus armas. Los israelíes eliminaron a los tanques egipcios a largas distancias, deteniéndolos completamente y luego rodeándolos, volcando a su favor el rumbo de la guerra. A pesar de su contundente victoria, Israel terminó perdiendo aproximadamente 800 carros de combate y se estima que los países árabes sufrieron más de 1.300 bajas en su parque acorazado, entre destruidos y capturados por su oponente.

## Variantes

### Tiran Ti-67
Básicamente son carros T-62 con sistemas de radio y ametralladoras occidentales, como la M2HB y la Browning M1919. Más de 130 Unidades.

### Tiran Ti-67S
Versión altamente modificada, se retuvo tan solo el casco, reemplazando su motor con uno de manufartura norteamericana, los radios por equipos de radio occidentales, el cañón U-5TS por el L68, y los demás equipos con otros de similar procedencia. Solo 70 Unidades fueron construidas.

### Samovar
En los años setenta, el Cuerpo de Ordenanzas del Tzahal pudo crear una nueva versión del Tiran , la que sería conocida como "Samovar". El prototipo "Samovar", expuesto al público en el año de 1984, era en realidad un Tiran con todos sus mecanismo reemplazados en su totalidad, tan solo quedando el casco vacío reequipándose la bahía del motor y del casco y la torreta con sistemas occidentales de la época, diferentes a los del tanque que participó en la guerra del año 1973- Un motor con una transmisión y sistemas electrónicos de tiro y un cañón de calibre 105 mm altamente modificado, ya de manufactura local-, el cual no pasó de ser un simple prototipo, dado su elevado costo.
El "Samovar" finalmente no entró en producción, por lo que se decidió centrar los desarrollos de este en un nuevo tanque, el Merkava a partir del modelo cancelado "Samovar"; pero el concepto de un sistema de dirección y el nuevo motor de construcción occidental adaptados a algunos chasis del T-55 dieron fianlmente en un transporte de personal blindado.

## Usuarios
- Israel